# Brouains
Brouains és un municipi francès situat al departament de la Manche i a la regió de Normandia. L'any 2007 tenia 193 habitants.

## Demografia

### Població
El 2007 la població de fet de Brouains era de 193 persones. Hi havia 85 famílies de les quals 20 eren unipersonals (12 homes vivint sols i 8 dones vivint soles), 37 parelles sense fills, 20 parelles amb fills i 8 famílies monoparentals amb fills.
La població ha evolucionat segons el següent gràfic:
Habitants censats

### Habitatges
El 2007 hi havia 150 habitatges, 84 eren l'habitatge principal de la família, 61 eren segones residències i 5 estaven desocupats. Tots els 149 habitatges eren cases. Dels 84 habitatges principals, 62 estaven ocupats pels seus propietaris, 21 estaven llogats i ocupats pels llogaters i 1 estava cedit a títol gratuït; 6 tenien dues cambres, 10 en tenien tres, 25 en tenien quatre i 43 en tenien cinc o més. 44 habitatges disposaven pel capbaix d'una plaça de pàrquing. A 38 habitatges hi havia un automòbil i a 39 n'hi havia dos o més.

### Piràmide de població
La piràmide de població per edats i sexe el 2009 era:
| Homes | Edats   | Dones |
| ----- | ------- | ----- |
| 0     | 95 o +  | 0     |
| 0     | 90 a 94 | 0     |
| 0     | 85 a 89 | 0     |
| 4     | 80 a 84 | 0     |
| 0     | 75 a 79 | 4     |
| 4     | 70 a 74 | 4     |
| 4     | 65 a 69 | 20    |
| 12    | 60 a 64 | 12    |
| 0     | 55 a 59 | 4     |
| 8     | 50 a 54 | 4     |
| 20    | 45 a 49 | 24    |
| 0     | 40 a 44 | 8     |
| 8     | 35 a 39 | 4     |
| 0     | 30 a 34 | 0     |
| 4     | 25 a 29 | 0     |
| 20    | 20 a 24 | 4     |
| 4     | 15 a 19 | 4     |
| 8     | 10 a 14 | 8     |
| 12    | 5 a 9   | 0     |
| 0     | 0 a 4   | 0     |

## Economia
El 2007 la població en edat de treballar era de 124 persones, 78 eren actives i 46 eren inactives. De les 78 persones actives 69 estaven ocupades (38 homes i 31 dones) i 8 estaven aturades (4 homes i 4 dones). De les 46 persones inactives 18 estaven jubilades, 18 estaven estudiant i 10 estaven classificades com a «altres inactius».

### Ingressos
El 2009 a Brouains hi havia 83 unitats fiscals que integraven 189 persones, la mediana anual d'ingressos fiscals per persona era de 15.427 €.

### Activitats econòmiques
Dels 10 establiments que hi havia el 2007, 2 eren d'empreses extractives, 1 d'una empresa de fabricació d'altres productes industrials, 2 d'empreses de construcció, 2 d'empreses de comerç i reparació d'automòbils, 1 d'una empresa d'hostatgeria i restauració i 2 d'empreses classificades com a «altres activitats de serveis».
Dels 3 establiments de servei als particulars que hi havia el 2009, 1 era una lampisteria, 1 perruqueria i 1 restaurant.
L'any 2000 a Brouains hi havia 13 explotacions agrícoles que ocupaven un total de 188 hectàrees.

## Poblacions més properes
El següent diagrama mostra les poblacions més properes.